# María Marte
María Marte (Jarabacoa, 22 de diciembre de 1978) es una chef dominicana que ha desarrollado su actividad profesional principalmente en España. Con su trabajo como chef de "El Club Allard" (Madrid), el restaurante logró mantener sus dos estrellas Michelin, siendo la única cocinera de Madrid que cuenta con estos dos reconocimientos. Tras su etapa en el "Club Allard" regresó a Santo Domingo para embarcarse en solitario en diferentes proyectos profesionales. Desde 2022 es Chef del restaurante de tapas de autor Sky Europa de Santo Domingo.

## Trayectoria
María Marte nació en el pueblo de Jarabacoa (República Dominicana) en 1978. Se define a sí misma como «una apasionada a la cocina». Su vocación por la cocina comenzó durante la infancia, en la que en vez de jugar con la cocinita de juguete cocinaba platos de verdad para sus amigas. Tras un periodo de formación en torno a la pastelería, por influencia de su madre, su próximo reto fue empezar una nueva aventura desde cero en España, país que ella consideraba «la cuna de la gastronomía». 
En 2003, recién llegada de la República Dominicana, consiguió un trabajo para limpiar por horas en "El Club Allard" de Madrid. Su llegada al restaurante coincidió con la consolidación del chef Diego Guerrero en los fogones. En un primer momento, este trabajo estaría compaginado con otro como limpiar una peluquería, lo que la alejaba de su hábitat natural, pero le permitía lograr el sustento para ella y su familia.
María Marte sacaba partido a su trabajo de limpiaplatos y miraba de reojo a los cocineros para aprender de ellos. La plaza vacante en la cocina de la que un compañero aparcacoches le informó no fue desaprovechada por Marte, que pidió al chef una oportunidad y, aunque lo que primero recibió fue una negación, cuando hubo otra vacante María Marte por fin obtuvo su oportunidad. Así empezó a trabajar con Guerrero pero lo hacía manteniendo su trabajo de limpieza. Llegaba por la mañana y se ponía a cocinar, a las cuatro y media de la tarde se ponía a fregar y a las ocho y media tenía que cocinar de nuevo porque luego llegaba el turno de la cena. En las entrevistas explica que hasta llegó a dormir en las escaleras para aguantar el ritmo.
A los tres meses Diego Guerrero dijo que había que buscar a alguien para lavar los platos porque ella «valía para la cocina». A partir de ahí su evolución fue impresionante. En 2006 ya era la mano derecha del chef. En 2007 el restaurante conseguía su primera Estrella Michelin, que iba a suponer un incentivo más en la carrera de María. En 2011 se les otorgó la segunda Estrella. Durante estos años, María Marte pasó por todas las partidas de la cocina: pastelería, cuarto frío, carnes y pescados. Gracias a esto adquirió una gran experiencia con la que llegó a convertirse en chef, tras la marcha de Diego Guerrero en 2013.
Para conseguir este ascenso fue necesario vocación, trabajo y dedicación en la cocina. Esta historia de superación no ha pasado desapercibida para la prensa, que le dedica muy buenas críticas. En el periódico El País hablan de «una Cenicienta Michelin», en la revista Diez minutos la definen como una «luchadora», la revista Elle habla del «triunfo de la constancia», y el diario El Correo la considera una «mujer valiente y hecha a sí misma con una historia de cuento»
Con la marcha de Diego Guerrero en octubre de 2013 se temió por el futuro de las dos estrellas Michelin de "El Club Allard". El cambio de chef pilló a la guía de 2014 ya impresa, por lo que aunque se varió la titularidad de los cocineros las estrellas se mantuvieron. En el otoño siguiente tocó la reválida y los inspectores consideraron a María Marte como merecedora de ambas estrellas. La chef explicó que fue «como ganar dos estrellas de golpe».
La idea con la que María Marte cocina en el restaurante "El Club Allard" es la de presentar siempre platos creativos pero «sin trasgredir ni disfrazar el producto». Su primera creación fue Flor de Hibiscus, una flor de hibiscus de caramelo con una espuma de pisco sour sobre un crumble de pistacho. Su primer plato resultó todo un éxito y fue tan importante para ella que hasta se lo ha tatuado en el cuerpo.
María Marte fue designada con el Premio Nacional de Gastronomía al Mejor Jefe de Cocina en 2015 por La Real Academia de Gastronomía de España y la Cofradía de la Buena Mesa. Se convirtió así en la undécima cocinera reconocida con este premio, siendo Elena Arzak la última mujer que obtuvo el galardón en 2010, desde su primera edición en 1974.
En 2017 los prestigiosos Premios Internacionales Eckart Witzigmann (ECKART) concedieron el Premio a la Innovación a María Marte y Luisa Orlando, chef ejecutiva y directora general respectivamente de El Club Allard.
A principios del año 2018 anuncia su decisión de regresar a la República Dominicana para poner en marcha un proyecto de integración social. Gracias a la dotación del premio ECKART y en colaboración con El Club Allard, formó como cocineras a jóvenes con pocos recursos. También dio apoyo a la Escuela Serranía centrada en la formación para jóvenes de diversas áreas de hostelería. Además de este proyecto, Marte inició un programa para salvar de la extinción ciertas plantas comestibles autóctonas.
En junio de 2022 inauguró Sky Europa en la zona Colonial de Santo Domingo.

## Premios y reconocimientos
- Estrella Michelin al Club Allard en 2007 y 2011.[16]
- Dos M's en la Guía Metrópoli (2010).
- Dos Soles Repsol (2011).[17]
- Premio Metrópoli al restaurante del año (2012).[18]
- Premio Travellers’ Choice™ (2012).
- Premios Mahou-Millesime al mejor restaurante del año (2012).
- Premios Club de Gourmets, Premio al «Mejor chef» (2015).[19]
- Premio del Ministerio de Turismo y la Asociación Nacional de Hoteles y Restaurantes (Asonahores) en la Feria Internacional del Turismo (2015).[20]
- Estrella de la Comunidad de Madrid en el Día de la Mujer que premia el esfuerzo y la dedicación (2015).[21]
- Premio Nacional de Gastronomía a la Mejor Jefe de Cocina 2014 (2015).[22]
- Premio Mujeres a Seguir 2017.[23]
- Premio Woman 2018.[24]
- Premio Optimista Comprometida con la Cultura 2018 que otorga la revista Anoche Tuve un Sueño